# Саломе Мелија
Саломе Мелија (груз. სალომე მელია; рођена 14. априла 1987. у Батумиу) је грузијска шахисткиња која има титулу ФИДЕ међународног мајстора (ИМ) и женског велемајстора (ВГМ). Била је дио шаховске репрезентације Грузије која је освојила златну медаљу 2015. године на женском Свјетском шаховском првенству у Ченгду.
Два пута је побједила на Свјетском шаховском шампионату за младе до 18 година у 2004. и 2005. години. Мелиа је освојила двије бронзане медаље на женском Европском шаховском првенству 2013. и 2014. године. Исто тако освојила је женско шаховско првенство Грузије 2008. и 2010. године.